# ふれあい
ふれあいとは、主に地域社会内において、年代層や職業などが異なる人間が情緒的につながった関係を形成することを指す。

## 言語学的定義
日本語話者であれば、「ふれあい」という単語が「触れる」（touch / contact）と「あい」（合い、相互関係を示す依存名詞）との合成語であることはすぐにわかることだろう。それら構成語の意味から単純に類推すると、「ふれあい」は相互接触（mutual touch / contact）を意味すると考えられるが、日本語話者であればこの単語がそのような原義を超えて使用されていることは直感的に誰もが知っている。少なくても、以下のような用法は一般的なものとは言えないだろう。
- インターネットを通じたふれあい
- 暴力団員と政治家とのふれあい
- 地元企業幹部同士のふれあい
- 情報技術に関する専門家同士のふれあい

一方、以下のような用法に対しては、違和感はあまり感じられない。
- 幼稚園児と先生のふれあい
- 自然とのふれあい
- 老人ホームでの演歌歌手と高齢者のふれあい
- 看護婦と患者とのふれあい

このように考えると、ふれあいという単語は以下の範囲で適用されるといえる。
- 基本的に社会的に善と考えられる範囲（福祉・教育・環境保護など）でのみ使用
- 情緒的なつながりを重視し、理知的な知識の交換や政治的・経済的利害の調整などという意味での接触は含まれない
- インターネットや携帯電話など情報機器を通じたものではなく、あくまでも人間同士（あるいは人間と動物など）が直接接触することが必要

## 社会的背景
パオロ・マッツァリーノによると、「ふれあい」という単語の初出は1956年の朝日新聞にまで遡るが、メディアなどでの使用頻度が増したのは1970年代から、また社会一般で広く使われるようになったのは1980年代からである。このことから、日本語の長い歴史の中でも「ふれあい」は比較的最近登場した概念であることがわかる。
1970年代から1980年代にかけて、「ふれあい」という単語が日本社会の中で受け入れられてきた背景には、それ以前に存在していた伝統的な地域社会（参照: 共同体）の崩壊が挙げられる。すなわち、高度成長期以前の日本では全国各地に農林水産業を主要産業とする農村共同体が確固として存在しており、大家族制の中で幼児から高齢者が一堂に集まって生活を行うスタイルが一般的だったが、高度成長期以降核家族が一般的になり、核家族の中でも個人主義的な行動パターンが広まったため、特に高齢者がこういった社会風潮から取り残され、疎外感に苛まれるようになった。また、核家族になることによって伝統的な育児法の伝承も廃れ、それにより青少年の荒廃も進んだ。これらの問題を情緒的交流を通じて解決する目的で、「ふれあい」という概念が日本社会で強調されるようになったと言える。

## 連帯との違い
また、「ふれあい」に比較的似た概念として「連帯」（solidarity）という単語があるが、これも日本語の「ふれあい」とは異なるものであるといえる。「連帯」は、そもそも学生と労働者、主婦と高齢者など、社会的に違う立場の人たちが同じ目標に向かって団結してゆくことを指す。それに対し、「ふれあい」ではそのような目標は不要であり、あくまでも情緒的接触を行うことで対象者を満足させることを目的とする。たとえば喉の渇きを訴える人に対して飲料水を与えることでその人を満足させるように、情緒的交流の不足に苦しむ人に対して共感を示し、情緒的つながりを形成することで対象者を心理的に満足させることが、「ふれあい」の目的であるといえるだろう。

## 「ふれあい」を冠した団体名・施設名など
また、「ふれあい」という単語に込められた以上のニュアンスから、団体名や施設名などにこの単語が使われることが少なくない。